# Dřemlinský rybník
Dřemlinský rybník (62 ha) je největší rybník vodňanské rybniční soustavy. Někdy bývá nazýván rybník Dřemliny. Nachází se v Jihočeském kraji, 1,7 kilometrů východně od Vodňan na pravém břehu přítoku Blanice v Českobudějovické pánvi a je průtočný. Má břehy s místním ozeleněním, na západní straně je sedm dlouhých kos (400 metrů) zasahujících téměř do poloviny hladiny.Vodou je napájen samostatnou odbočkou z Šírovské strouhy, tzv. Dřevomlýnskou stokou. Od jihovýchodu ho ještě posiluje odtoková stoka z radomilické soustavy.

## Historie
Dřemlinský rybník byl posledním velkým rybníkem vodňanské soustavy, budované od 70. let patnáctého století. Zdejší ryby šly dobře na odbyt i v Rakousku a Bavorsku, a tak bylo rozhodnuto vybudovat tento rybník. Do městské knihy ve Vodňanech bylo 27. února 1525 zapsáno rozhodnutí městské rady postavit rybník na místě zvaném V Dřemlinách. Dokončen byl v roce 1528.

## Využití
Rybník se v současnosti využívá k chovu ryb. Kromě kapra, který je hlavní rybou se zde chová také lín, amur, tolstolobik a v menším množství i sumec a štika. Rybník dnes obhospodařuje Městské rybářství Vodňany.

## Dostupnost
Severní břeh lemuje silnice Vodňany – Číčenice, při západním břehu vede silnice Vodňany – České Budějovice, nedaleko jižního břehu je silnice Vodňany – Radomilice. Kolem rybníka se obtáčí z jihu a východu železniční trať Číčenice - Nové Údolí.